# 横浜市立倉田小学校
横浜市立倉田小学校（よこはましりつ くらたしょうがっこう）は、神奈川県横浜市戸塚区上倉田町にある公立小学校。

## 概要
1988年に開校。校歌は歌手の白井貴子が作詞・作曲。

## 沿革
- 1988年（昭和63年） - 倉田小学校創立。

## 交通アクセス
- JR東海道本線 戸塚駅より南へ約1.4km
- 戸塚駅より徒歩30分